# Pastorale (musique)
Pour les articles homonymes, voir Pastorale.

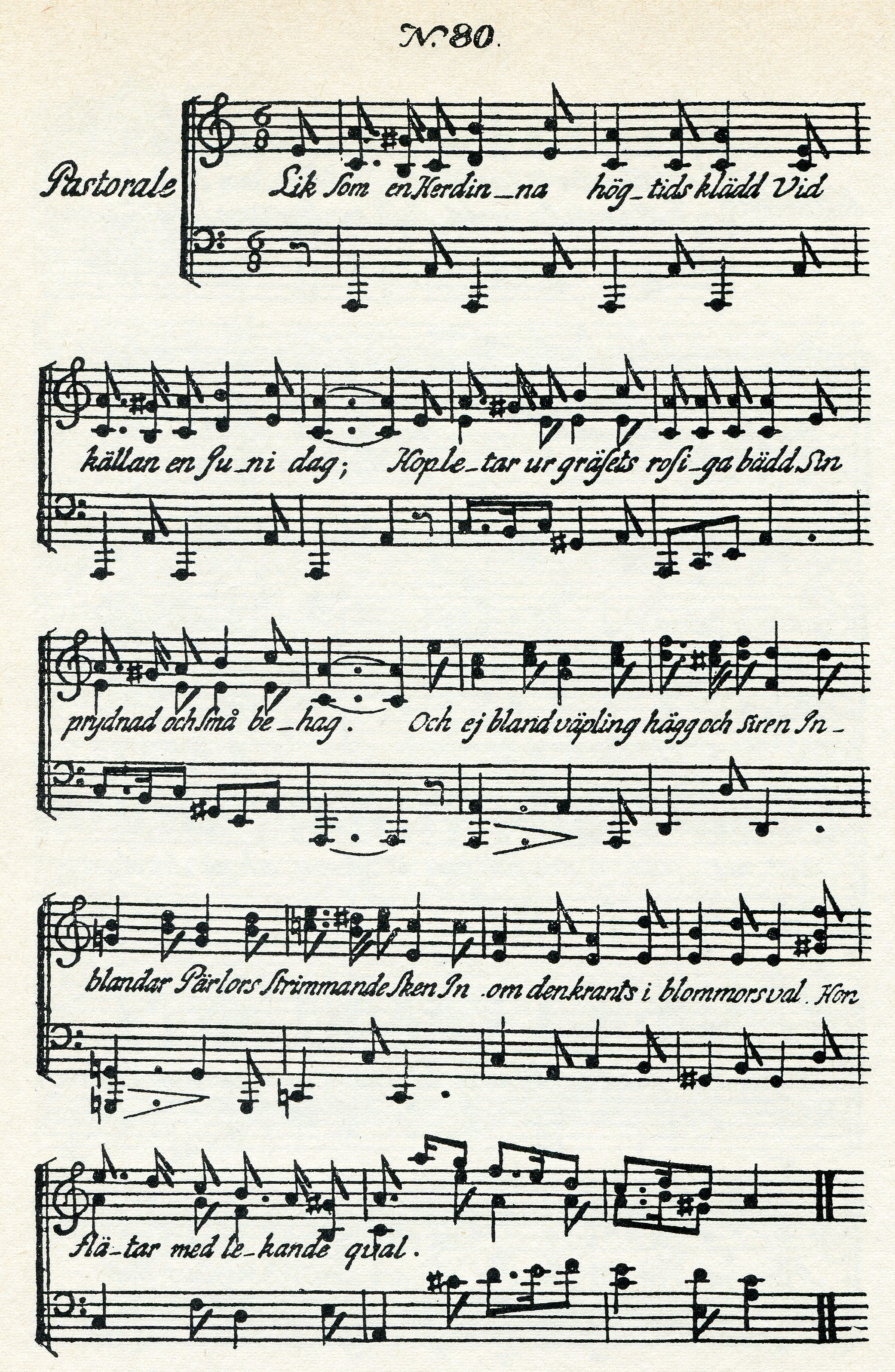
Partitions pour Fredmans Epistel no 80 : Liksom en Herdinna, högtids klädd de Carl Michael Bellman, une des nombreuses pastorales de la collection (1790).

En musique, la pastorale fait référence à un sujet de caractère bucolique et champêtre (pastorale), évoquant la nature.
La pastorale prend toute une variété de sens musicaux et désigne : 
- du XVIIe au XVIIIe siècle, en imitation de la poésie grecque et romaine, une œuvre scénique sur ces thèmes, un des antécédents directs de l'opéra.
- dès l'époque médiévale et jusqu'à nos jours, une pièce instrumentale ou vocale proche de la sicilienne, imitant la cornemuse des bergers et souvent, mais pas systématiquement, associée à la Nativité (musique baroque).
- une simple allusion à la nativité ou l'indication du caractère champêtre de la pièce, par un adjectif (Symphonie pastorale de Beethoven ou A Pastoral Symphony de Vaughan Williams) ou un nom (Pastorale pour orgue de César Franck).

## Caractéristiques

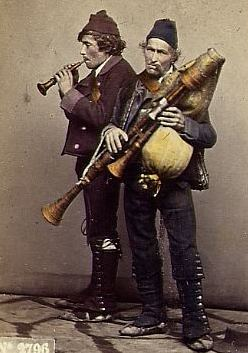
Des joueurs de zampogna par Giorgio Sommer.

Dans la musique baroque, une pastorale est un mouvement d'une mélodie à trois temps, sur une basse en pédale imitant le bourdon de la traditionnelle cornemuse italienne (zampogna) et du chalemie (piffero) des bergers italiens, pifferari, pendant la période de Noël. 
Les pastorales sont généralement en fa majeur, à 
 ou 
, dans un tempo modéré et privilégient les intervalles de tierce et de sixtes. Elles ressemblent à une version ralentie d'une tarentelle, englobant bon nombre de rythmes et phrases mélodiques identiques.
Les pastorales sont encore jouées dans les régions du sud de l’Italie où la zampogna continue de prospérer. La pastorale peut être jouée par un seul instrumentiste de zampogna, parfois accompagnée également du piffero (également appelé ciaramella, pipita, bifera ou chalemie), qui est un instrument de type hautbois primitif, sans clés.

## Pastorale instrumentale
La pastorale instrumentale se retrouve dans de nombreux genres : concerto, symphonie (ou sinfonia) baroque (Albinoni, Vivaldi, Francœur), capriccio, des pièces isolées ou des recueils pour petits ensembles, clavecin ou orgue,. Elle évoque les joies paisibles de la nature et d'autres fois la Nativité (bergerie, annonce aux bergers, la crèche),.
Des exemples courants comprennent le dernier mouvement du Concerto pour la nuit  de Noël (op.6, no 8) de Corelli, le troisième mouvement du Concerto no 1 en mi majeur, op. 8, RV 269, « La primavera » (Le Printemps) des Quatre Saisons de Vivaldi, le mouvement Pifa du Messie de Haendel, les premiers mouvements  de la Pastorale en fa majeur pour orgue (BWV 590) de Bach et la Sinfonia qui ouvre la deuxième partie de son oratorio de Noël comme introduction à l'annonce angélique aux bergers. De nombreux autres compositeurs ont utilisé cette technique dans la transition entre les époques baroque et classique, notamment française, comme Marc-Antoine Charpentier avec ses Pastorale sur la Naissance de Notre Seigneur Jésus-Christ (H.482 et H.483). Mais il compose également des pastorales à caractère profane (H.479, H.484, H.485, H.486, H.492, H.493).
Toujours en France, Michel Corrette publie trois concertos spirituels en Noël pour petit ensemble, avec musette, en 1733 et les Noëls suisses vers 1734 et pour un ensemble plus large des symphonies de Delalande, intitulées Symphonies des Noëls (non datées) et Gossec.

### Musique pour clavier
Dès Frescobaldi, la pastorale prend forme au clavier, notamment avec le Capriccio fatto la pastorale (Toccate e partite…, 1615) et se poursuit avec Kerll, Muffat, Couperin, Scarlatti, Bach et Franck).
La pièce de Couperin figure dans son premier livre (1713), La Pastorelle.
Domenico Scarlatti a écrit quelques exemples dans ses sonates pour clavier (notamment les sonates K. 415, 446 et 513).

À l'orgue figurent Bernardo Storace (Pastorale en ré, Venise, 1664), Bernardo Pasquini (Introduzione e Pastorale, en sol majeur), Domenico Zipoli, trois mouvements de Pastorale en ut, op. 1 (1716), ainsi que les français Pierre Dandrieu, Louis-Claude Daquin, Nicolas Lebègue et Corrette. Au XIXe siècle, le genre se poursuit avec la pastorale pour orgue intercalée dans la messe de minuit, évocation des bergers autour de la crèche (Lc 2,8-20) que pratiquent les improvisateurs Bastite, Bazille, Cavallo, Lefébure-Wely, Simon jusqu'à Widor et Guilmant qui utilisent les registres de anches (hautbois et musette). La pastorale peut également s'intégrer dans « les versets alternés au Magnificat (le Berger d'Israël) ».
Plus proche de nous, se trouve une pastorale parmi les 12 pièces pour orgue op. 59 de Max Reger et une pastorale pour violon et orgue, op. 48b (second mouvement) de Sigfrid Karg-Elert.

Le titre lié à la sonate pour piano, op. 28 (1801) de Beethoven, sans doute en raison du rythme de son Finale, provient probablement de l'éditeur anglais de 1805 (« Sonata pastorale ») et de Cranz de Hambourg en 1838.

### XIXeetXXesiècles
Rossini a également inclus une section Pastorale dans son Ouverture de Guillaume Tell, qu'on retrouve placée entre la section de la tempête et la célèbre marche des soldats suisses.
Outre l'œuvre de Beethoven (1808), d'autres sont surnommées Pastorale, telles la Sinfonia Pastorale en ré majeur, op. 4 no 2 (c. 1757) de Johann Stamitz et la seconde symphonie de Brahms.
Au sein de L'Enfance du Christ (1850–1854), Berlioz réalise une pastorale archaïsante lors de l'adieu des bergers.
Au XXe siècle, de nombreuses œuvres portent le nom de Pastorale, avec notamment, la Symphonie no 7 « Pastorale » (1902) d'Alexandre Glazounov, la Pastorale d'été (1920) pour orchestre d'Arthur Honegger, A Pastoral Symphony (1922) de Ralph Vaughan Williams, la Symphonie no 2 « A Pastoral Symphony » (1959) d'Alan Rawsthorne et la Symphonie no 2 « Pastorale sifonietta », op. 22 (1954) du norvégien Hallvard Johnsen. En France, on trouve une Pastorale (1919, moins de 2 min) et la Pastorale inca (1929) pour piano, de Germaine Tailleferre et, avec le même titre, une œuvre (1951) pour flûte et deux violons, d'Henri Tomasi, qui laisse également Trois pastorales provençales (1965) pour deux guitares, cordes et piccolo ; Trois pastorales pour piano (1919) et un ballet (1925) de Georges Auric. André Jolivet pour sa part, écrit en 1943 une Pastorale de Noël dévolue à un petit ensemble de flûte, violon, alto, basson, violoncelle et harpe. La première symphonie de Rued Langgaard (1908–1911), est sous-titrée Pastorale des récifs, bien après sa composition, en 1946.
Plus généralement, dans l'esprit, certaines œuvres, sans en porter le titre, sont influencées par le caractère de la pastorale antique à partir du Prélude à l'Après-midi d'un faune (1892) de Claude Debussy, qui intitule Pastorale, le premier mouvement de sa Sonate pour flûte, alto et harpe (1915) ; ainsi qu'Albert Roussel dans le Poème de la forêt (1906), Daphnis et Chloé (1911) de Maurice Ravel et pour piano, La plainte, au loin, du Faune (1920) de Paul Dukas. On retrouve également cet esprit dans la Tanzenden Faune (1914) de Carl Orff et dans certains passages du ballet d'Igor Stravinsky, l’Orpheus (1947), ainsi que dans Œdipus rex (1927) et Apollon musagète (1928),.

## Pastorale vocale

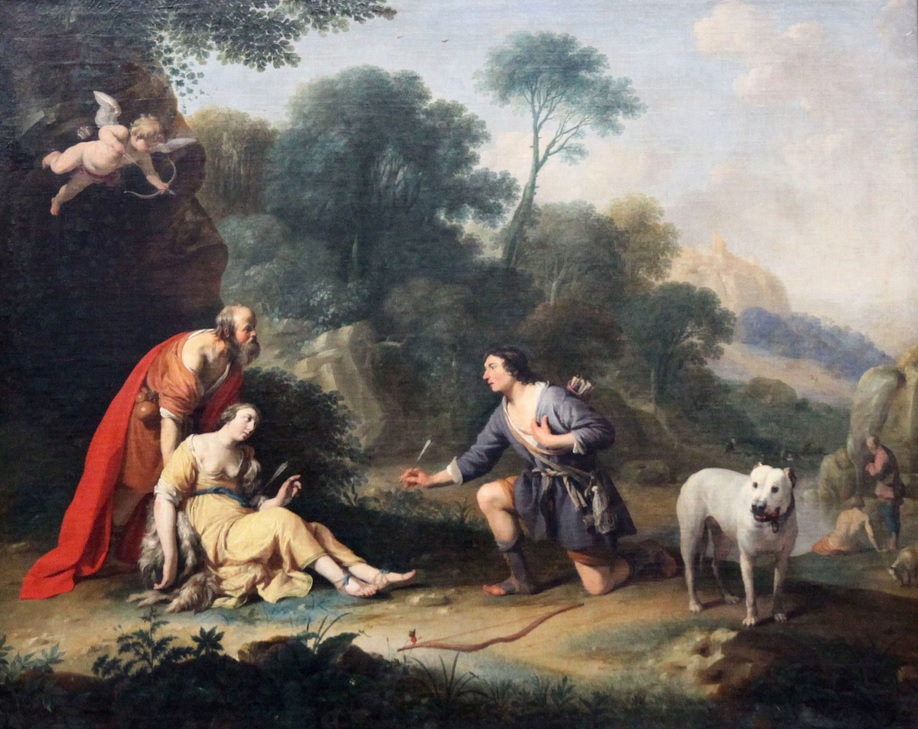
Silvio et Dorinda, des personnages empruntés à Giovanni Battista Guarini qu'on retrouve notamment dans le Cinquième livre de madrigaux de Monteverdi (toile d'Herman Saftleven, 1635).

La pastorale vocale est liée à d'autres genres, telle la bergerette, qui apparaît en France dès le XVe siècle, la brunette au XVIIe siècle. Elle est ensuite incorporée dans différents genres sur ou hors de la scène : berceuse (ninna pastorale), messe, cantate (A. Scarlatti et Bach, BWV 104, « Toi berger d’Israël, écoute »), serenata, oratorio (Rappresentatione di anima e di corpo est, dès 1600, une pastorale allégorique sacrée), suite, sonate et musique de chambre.
La pastorale se présente également comme une petite œuvre pour la scène, tirée de la littérature bucolique. Tous les artistes endossent alors des costumes de bergers ou de bergères. L'argument est une action plaisante et amusante. « La pastorale est l'un des antécédents directs de l'opéra ».

### Berceuses et chants de Noël
La berceuse, destinée à l'enfant Jésus (ninna) est un genre apparu au début du XVIIe siècle en Italie, avec Francesco Fiamengo avec son Pastorali concerti al presepe (« Concerts pastoraux à la crèche ») (1637) et Tarquinio Merula, avec Hor ch'è tempo di dormire et Canzonetta spirituale sopra alla nanna (Curtio precipitato, 1738), chant d'une grande expressivité sur un ostinato de deux notes à un demi-ton d'intervalle et qui s'achève, l'enfant endormi, sur les deux derniers couplets d'un récitatif. On retrouve la berceuse au siècle suivant, chez Francesco Durante, Giovanni Paisiello et Cimarosa jusqu'à se perdre à la fin du XIXe siècle.
Ce genre semble inspirer la célèbre Stille Nacht… (« Douce nuit, sainte nuit ») de Franz Xaver Gruber (1818).
La pastorale provençale, le Christmas carols ou les cantiones natalitiæ en sont d'autres formes régionales ou nationales.
 La pastorale italienne Tu scendi dalle stelle, parfois appelée Canzone d'i zampognari (« chant des joueurs de cornemuse »), est un chant de Noël très populaire d'Alphonse de Liguori et Gesù bambino (« L'Enfant Jésus ») (1917), de Pietro Yon en est un autre. 
La collection de chansons du poète et interprète suédois Carl Michael Bellman, Fredman, contient plusieurs pastorales, dont Liksom en Herdinna, högtids kläd (Comme une bergère, solennellement vêtue), qui commence avec une paraphrase proche du début du  Guide français pour la construction de vers pastoraux de Nicolas Boileau-Despréaux.

### Origines et développements
L'esprit de la pastorale vocale existe depuis les antiennes de la nativité de l'office du chant grégorien. Cette littérature musicale se poursuit jusqu'au XIXe siècle. Dès la deuxième moitié du XIIIe siècle, Le Jeu de Robin et Marion du Trouvère Adam de la Halle, peut être considéré non seulement comme une pastourelle, mais d'un certain point de vue, comme une pastorale ou un opéra-comique.
Du XVe au XVIIIe siècle, la pastorale est une petite œuvre scénique, généralement en vers sur des thèmes champêtres et idyllique de l'Arcadie où habite Pan, dieu des bergers et Alphée celui des fleuves. Y intervenaient danses et musique, dès la Favola d'Orfeo (1480) de Poliziano. Elle prend forme d'églogue et de bucoliques, dont s'emparent les poètes à la suite des œuvres de Virgile, d'Ovide et de Théocrite : Aminta (1573) de Le Tasse, Arcadia (1593) de Philip Sidney et Il Pastor fido (1585) de Guarini, traduit dès 1622 en français, ce dernier fournissant à lui seul, le texte de plus de cinq cents madrigaux.
Haendel compose un opéra au sujet pastorale, Il Pastor fido (1712) et une pastorale, Acis and Galatea en 1718, d'après Guarini. Christoph Willibald Gluck compose également Il re pastore (1756), d'après l’Aminta de Le Tasse et le jeune Mozart écrit  Il re pastore en 1775.

### Italie
Sujet de nombreux madrigaux, c'est à la fin du XVIe siècle, lors de la naissance de l'opéra à Florence, que les musiciens empruntent aux mêmes poètes leur sujet pour la scène : Emilio de' Cavalieri, avec Il satiro et La disparizione du Fileno (des œuvres perdues de 1591) et La Dafne (1594–1598) de Jacopo Peri.
Le succès des opéras héroïques et historiques en Italie dès 1637 (ouverture des théâtres publics de Venise), annonce le déclin du genre dans la péninsule. Mais à la fin du siècle Alessandro Scarlatti, membre de l'Académie d'Arcadie relance une forme plus intimiste avec La Rosaura (Rome, 1690), mélodrame en trois actes, ou selon la cantate dont Scarlatti est un des maîtres avec plus de six-cent numéros.
Dans la musique religieuse, la pastorale traite souvent de la Nativité de Jésus, le « bon Pasteur ».

### France
En France, la pastorale apparaît au XVIIe siècle, avec des œuvres littéraires d'Antoine de Montchrestien (La Bergerie, 1601) et la musique de Michel de La Guerre, Le Triomphe de l'Amour sur les bergers et les bergères (1654),. Avant les premiers « opéras-pastorales » — Pastorale d'Issy, 1659 de Cambert, première comédie française en musique, la Pastorale comique (1667) et Les Fêtes de l'Amour et de Bacchus (1672), premier opéra de Lully et la pastorale héroïque du même : Acis et Galatée (1686) — divers œuvres placent sur la scène les amours des bergers et des bergères ; les princes ne peuvent exprimer leurs sentiments amoureux. Ainsi dans Le Bourgeois gentilhomme de Molière :

« Il n'est guère naturel en dialogue que des princes ou bourgeois chantent leur passion. »

Au XVIIIe siècle, jusqu'à la Révolution, la pastorale reste à la mode et prend place au sein des opéras, intermède ou opéra-ballet, dans des formes aussi divergentes que chez Rameau (Zaïs, 1748), Rousseau (Le Devin du village, 1752) ou Campra (Les Muses, 1703). Citons également les moins connus Issé (1697) de Destouches, Aréthuse (1701) de Campra, Acanthe et Céphise (1751) et Daphnis et Églé (1753) de Rameau, ainsi que Daphnis et Alcimadure (1754) de Mondonville.

### Inspirations dans l'opéra moderne
Richard Strauss dans sa Daphné (1938) et Benjamin Britten dans Le Songe d'une nuit d'été (1960) reprennent les caractéristiques de l'opéra pastorale.